# 액슬
《액슬》(영어: A-X-L)는 2018년 8월 개봉한 미국의 액션, 모험, 판타지 영화이다. 올리버 달리가 감독과 각본을 맡았다. 미국은 2018년 8월 24일에 대한민국은 2018년 10월 18일에 개봉되었다.

## 줄거리
“우린 끝까지 함께 할 거야”

인공지능 로봇개 액슬을 우연히 발견한 마일스,
 미래형 병기로 만들어졌지만 강아지의 특징을 간직한 액슬을 지키기 위해 생사를 건 모험을 시작한다!

## 출연진
- 알렉스 뉴이스테터 - 마일스 역
- 베키 지 - 사라 역
- 토마스 제인 - 척 힐 역
- 도미닉 레인스 - 앤드릭 역
- 알렉스 맥니콜 - 샘 역
- 패트리시아 드 리언 - 조아나 역
- 루 테일러 푸치 - 랜달 역
- 해시 해리슨 - 크리스틴 역
- 도리언 킹지 - 액슬 역